# Seznam strokovno odmevnih slovenskih znanstvenikov

## Temeljna merila strokovno-raziskovalne odmevnosti
Mnogi menijo, da je najpomembnejše merilo odmevnosti strokovnega dela neke osebe-raziskovalca frekvenca navedkov njenih člankov v (mednarodni) strokovni literaturi. To frekvenco izkazujejo vsak po svoje predvsem skupno ali primerno normirano število takšnih navedb, h-indeks in g-indeks..  Na tej strani so ločeno po strokah zbrane vrednosti teh in drugih kazalcev odmevnosti raziskovalnega dela slovenskih znanstvenic in znanstvenikov, ki pa seveda ne vrednotijo njihovega nacionalno prav tako pomembnega pedagoškega dela.
'Citati/leto/avtorja', ali letno število navedkov na avtorja, so enaki seštevku števil vseh navedkov posamičnih člankov deljenih s številom avtorjev vsakega takega članka.
'Vsi citati' so enaki skupnemu številu navedkov (citatov) nekega avtorja.
h-indeks je enak številu strokovnih člankov opisane osebe, ki so prejeli vsaj toliko navedkov, kakršna je vrednost h-indeksa. 
g-indeks  je enak največjemu številu, ki izpolni pogoj, da je skupina najpogosteje citiranih člankov od prvega do g-tega navedena skupaj najmanj g*g-krat. 
hc-indeks ali sodobni ('contemporary') h-index (glej arXiv:cs.DL/0607066 v1 13 Jul 2006) upošteva novejše članke bolj kot starejše.  V sledeči tabeli je tako upštevan pri določitvi hc-indeksa vsak članek objavljen v letu izračuna 4-krat, članek objavljen n let prej pa le 4/n-krat, itd.
hI-norm, ali individualno normirani h-indeks, je enak h-indeksu deljenem s poprečnim številom piscev člankov upoštevanih v h-indeksu. Ta kazalec in njegov ustrezni osebni vrstni red sta sicer vključena v zadnjem in predzadnjem stolpcu prve od sledečih tabel, a nista uporabljena pri izračunu poporečja, ker kažeta (manj diferencirano) v isto smer kot letno število navedkov na avtorja. Nekatere tabele hI-norm ne navajajo, ker ga Google Scholar za monogoavtorske članke ne izračuna pravilno.

## Slovenski matematiki
| Matematik          | h-index* |
| ------------------ | -------- |
| Klavžar, Sandi     | 31       |
| Repovš, Dušan      | 27       |
| Brešar, Matej      | 24       |
| Šemrl, Peter       | 24       |
| Mohar, Bojan       | 24       |
| Marušič, Dragan    | 22       |
| Škrekovski, Riste  | 19       |
| Ferligoj, Anuška   | 18       |
| Pisanski, Tomaž    | 17       |
| Batagelj, Vladimir | 17       |
| Vukman, Joso       | 15       |
| Malnič, Aleksander | 14       |
| Petkovšek, Marko   | 13       |
| Forstnerič, Franc  | 12       |
| Žerovnik, Janez    | 12       |
| Globevnik, Josip   | 9        |
| Omladič, Matjaž    | 9        |
| Kovačič, Gregor    | 6        |
| Magajna, Bojan     | 5        |
| Kukavica, Igor     | 2        |

*podatki na dan 21.12.2020.

## Slovenski fiziki
Vsi pri izračunu vrstnega reda uporabljeni kazalci so razloženi v uvodnem delu te kategorije. Njihove vrednosti so bile vzete iz Seznam slovenskih fizikov, ki pokriva veliko večino upoštevanja vrednih fizičark in fizikov slovenskega rodu ali delujočih v Sloveniji.  Več oseb z enako vrednost nekega kazalca je bilo pri izračunu osebnega vplivnega vrstnega reda upoštevanih z enakim (ustreznim individualnim poprečnim) rangom. Blinc in Prosen sto imala na dan izračuna, na primer, enak hc-indeks; zato si delita v topogledni listi 2. do 3. mesto in je njun računski hc-rang 2.5. (Decimalna vrednost kazalca vedno kaže na uporabo tega pravila.) Za izračun vseh posamičnih kazalcev je bil uporabljen program 'Publish or Perish' (A.W. Harzing 2007), ki je na voljo pod http://www.harzing.com/pop.htm. (Za vse visoko uvrščene osebe zaznamovane v izvirni listi z zvezdico so bile navedbe 8. junija 2015 preverjene z novo verzijo 'Publish or Perish', upoštevajoč tudi različne mogoče verzije priimka (n.p.: "S. Žumer" OR "S Zumer".) Več nadrobnosti je navednih na strani Seznam slovenskih fizikov.
Ker kazalniki oseb raziskujočih delce ali astrofiziko niso primerljivi z drugimi fizičarkami ali fiziki, sta ti dve skupini razvrščeni ločeno. Posamični osebni rang temelji na podatkih iz Seznam slovenskih fizikov. Za lažjo osebno primerjavo so v prvi listi navedeni tudi ustrezni temeljni statistični podatki.
|                                 | h-indeks | g-indeks | hc-indeks | Citati/leto/avtorja | Vsi citati |
| ------------------------------- | -------- | -------- | --------- | ------------------- | ---------- |
| N=236, vsi                      |          |          |           |                     |            |
| Median                          | 13,00    | 23,00    | 9,00      | 6,58                | 621        |
| Poprečje                        | 20,79    | 36,00    | 14,74     | 26,61               | 3.473      |
| Standardni odmik                | 22,46    | 39,10    | 20,30     | 63,15               | 7.519      |
| N = 197 (brez 'delci', 'astro') |          |          |           |                     |            |
| Median                          | 11,00    | 20,00    | 8,00      | 4,69                | 534        |
| Poprečje                        | 14,42    | 24,58    | 9,01      | 11,65               | 1.443      |
| Standardni odmik                | 12,06    | 20,94    | 7,60      | 20,07               | 2.501      |
| N = 39 (samo 'delci', 'astro')  |          |          |           |                     |            |
| Median                          | 48,00    | 77,00    | 29,00     |                     | 7.384      |
| Poprečje                        | 52,87    | 92,10    | 42,92     |                     | 14.044     |
| Standardni odmik                | 33,10    | 56,48    | 35,33     |                     | 13.459     |

Izračun 'Citati/leto/avtorja je pri prevelikem številu avtorjev na članek praviloma napačen; zato lista ne vsebuje te vrednosti za podskupino 'samo 'delci', 'astro' '.
| Št. | Ime in priimek (rojen - umrl) | Poprečni   | Vsi citati | h-indeks | g-indeks | hc-indeks |
| --- | ----------------------------- | ---------- | ---------- | -------- | -------- | --------- |
|     |                               | rang (1-4) | rang (1)   | rang (2) | rang (3) | rang (4)  |
| 1-4 | Vladimir Cindro               | 3          | 3          | 2.5      | 3.5      | 3         |
| 1-4 | Andrej Filipčič               | 2          | 1          | 2.5      | 3.5      | 1         |
| 1-4 | Andrej Gorišek (1973 – )      | 2.5        | 2          | 2.5      | 3.5      | 2         |
| 1-4 | Gregor Kramberger (1971 – )   | 4.5        | 4          | 3.5      | 3.5      | 7         |

Ker je pri vseh navedenih, v poskupini najvišje citiranih osebah uporabljani program dosegel zgornjo mejo zmogljivosti / javil napako, njihovega zanesljivega vrstnega reda ni mogoče določiti. 
| Št.   | Ime in priimek (rojen - umrl)        | Poprečni   | Cit/leto/avtor | Vsi citati | h-indeks | g-indeks | hc-indeks | hI-norm | hI-norm |
| ----- | ------------------------------------ | ---------- | -------------- | ---------- | -------- | -------- | --------- | ------- | ------- |
|       |                                      | rang (1-5) | rang (1)       | rang (2)   | rang (3) | rang (4) | rang (5)  | rang    |         |
| 1     | Robert Blinc (1933 – 2011)           | 1,5        | 1              | 1          | 1        | 2        | 2,5       | 4       | 30      |
| 2     | Gregor Cevc (1951 – ; ZRN)           | 2,9        | 2              | 2          | 5        | 1        | 4,5       | 2       | 41      |
| 3     | Matjaž Perc (1979 – )                | 3,4        | 3              | 5          | 3        | 5        | 1         | 3       | 36      |
| 4     | Slobodan Žumer (1945 – )             | 4,1        | 5              | 4          | 4        | 3        | 4,5       | 6       | 24      |
| 5     | Tomaž Prosen (1970 – )               | 6,8        | 4              | 9          | 8,5      | 10       | 2,5       | 5       | 28      |
| 6     | Rudolf Podgornik (1955 – )           | 8,6        | 10             | 8          | 7        | 9        | 9,0       | 9,5     | 22      |
| 7     | Boštjan Žekš (1940 – )               | 9,9        | 8              | 6          | 6        | 7        | 22,5      | 7,5     | 23      |
| 8     | Maja Remškar (1960 – )               | 10,6       | 11             | 10         | 15       | 8        | 9,0       | 20      | 16      |
| 9     | Anton Peterlin (1908 – 1993; ZDA)    | 13,0       | 6              | 3          | 2        | 4        | 50        | 1       | 46      |
| 10    | Igor Muševič (1954 – )               | 13,6       | 20             | 14         | 10       | 17,5     | 6,5       | 22,5    | 15      |
| 11    | Zlatko Sitar (ZDA)                   | 13,8       | 19             | 11         | 11       | 19       | 9,0       | 30,5    | 13      |
| 12    | Zdravko Kutnjak (1970 – )            | 13,9       | 15             | 15         | 13       | 15       | 11,5      | 26      | 14      |
| 13-14 | Črtomir Zupančič (1928 – 2018; ZRN ) | 15,1       | 29             | 7          | 8,5      | 6        | 25,0      | 11,5    | 20      |
| 13-14 | Peter Prelovšek (1947 – )            | 15,1       | 12             | 13         | 13       | 15       | 22,5      | 9,5     | 22      |
| 15    | Marko Robnik (1954 – )               | 15,6       | 7              | 17         | 18       | 11       | 25,0      | 7,5     | 23      |
| 16    | Robert Jeraj                         | 16,0       | 13             | 20         | 18       | 17,5     | 11,5      | 11,5    | 20      |
| 17    | Aleš Iglič                           | 18,1       | 18             | 19         | 13       | 26,5     | 14,0      | 30,5    | 13      |
| 18    | Raša Pirc                            | 18,7       | 27             | 18         | 18       | 12,5     | 18,0      | 20      | 16      |
| 19    | Veronika Kralj-Iglič                 | 19,3       | 16             | 21         | 18       | 26,5     | 15        | 31      | 12      |
| 20    | Uroš Cvelbar                         | 19,7       | 9              | 30         | 22,5     | 23       | 14,0      | 26      | 14      |

hI-norm (višji je boljši) in topogledni osebni vrstni red (nižji je boljši) v zadnjem in predzadnjem stolpcu pri izračunu poprečja nista upoštevana.

## Slovenski farmacevti
Seznam upošteva vse doktorirano pedagoško osebje Fakultete za farmacijo Univerze v Ljubljani in temelji na enakih kazalcih ter isti metodologiji izračuna kot vrstni red najvplivnejših slovenskih fizičark in fizikov (glej zgoraj).
| Št    | Ime in priimek (rojen - umrl) | Poprečni | Cit/leto/avtor | Vsi citati | h-indeks | g-indeks | hc-indeks | hi-indeks |
| ----- | ----------------------------- | -------- | -------------- | ---------- | -------- | -------- | --------- | --------- |
|       |                               | rang     | rang           | rang       | rang     | rang     | rang      |           |
| 1     | Janko Kos (1959 - ) >         | 1.0      | 1              | 1          | 1        | 1        | 1         | 41        |
| 2     | Julijana Kristl (1953 - )     | 2.1      | 2              | 2          | 2.5      | 2        | 2         | 36        |
| 3     | Borut Štrukelj (1961 - )      | 3.3      | 4              | 3          | 2.5      | 3        | 4         | 24        |
| 4     | Samo Kreft (1972 - )          | 4.8      | 9              | 4          | 4        | 4        | 3         | 30        |
| 5     | Stanislav Gobec               | 7.4      | 16             | 5          | 5        | 6        | 5         | 28        |
| 6     | Marija Bogataj                | 8.7      | 8              | 8          | 6        | 9.5      | 12.0      | 22        |
| 7     | Franc Vrečer (1959 - )        | 10.2     | 7              | 7          | 11       | 5        | 21.0      | 23        |
| 8     | Aleš Mrhar (1951 - )          | 11.0     | 14             | 6          | 7        | 16       | 12.0      | 14        |
| 9     | Iztok Grabnar (1971 -)        | 11.1     | 10             | 14         | 10.0     | 12       | 9.5       | 13        |
| 10-11 | Danijel Kikelj (1954 - )      | 11.5     | 15             | 10         | 8.5      | 14.5     | 9.5       | 46        |
| 10-11 | Stane Srčič                   | 11.5     | 17             | 9          | 8.5      | 7        | 16.0      | 23        |